# Ксерические кустарники Сокотры
Ксерические кустарники Сокотры — наземный экорегион, охватывающий большой остров Сокотра и несколько более мелких островов, составляющих архипелаг Сокотра. Архипелаг находится в западной части Индийского океана, к востоку от Африканского Рога и к югу от Аравийского полуострова. Политически архипелаг является частью Йемена и лежит к югу от материковой части Йемена.
Сокотра имеет уникально разнообразную экосистему. Острова являются домом для большого количества эндемичных видов (не встречающихся больше нигде); до трети её растений эндемичны. Её описывают как «самое инопланетное место на Земле».
Сокотра считается жемчужиной биоразнообразия в Аравийском море. В 1990-х годах группа биологов ООН провела исследование флоры и фауны архипелага. Они насчитали около 700 эндемичных видов; только Новая Зеландия, Гавайи и Галапагосские острова имеют более впечатляющие цифры. В 2008 году Сокотра была признана объектом Всемирного наследия ЮНЕСКО.
Экорегион находится под растущим риском из-за деятельности человека. WWF описывает статус архипелага Сокотра как «Критический».

## География
Сокотра — самый восточный остров архипелага Сокотра, занимающий около 95 % суши архипелага. Площадь острова составляет около 3600 км², и его длина составляет 132 км, а ширина — 49,7 км. Сокотра находится примерно в 240 км к востоку от побережья Сомали и в 380 км к югу от Аравийского полуострова.
Прибрежная равнина шириной до 5 км простирается вокруг большей части Сокотры. Почвы прибрежной равнины в основном состоят из аллювиальных отложений камня и грубого песка. Равнина Ногед вдоль южного берега острова имеет участки песчаных дюн. Центр острова представляет собой плато высотой от 300 до 700 метров, состоящее в основном из мелового известняка. Горы Хаджир на северо-западе Сокотры состоят из докембрийских гранитов и метаморфических пород и включают Машаниг, самую высокую точку острова (1519 м).
Другие острова архипелага — Самха и Дарса, известные как Братья, и Абд-эль-Кури. Абд-эль-Кури — самый западный остров, расположенный ближе всего к материковой части Африки, всего в 90 км. Площадь Абд-эль-Кури составляет 133 км², на нём преобладает известняковое плато, достигающее высоты 740 метров. Самха находится в 50 км к юго-западу от Сокотры, его площадь составляет 41 км², а также он включает известняковое плато, достигающее высоты 680 метров. Дарса находится к востоку от Самхи и является самым маленьким островом с площадью 17 км² и высотой 350 метров. Абд-эль-Кури и Самха населены, но в основном пустуют во время зимнего сезона муссонов.
Политически Сокотра и большинство других островов являются частью Йемена и составляют мухафазу Сокотра. Географически Сокотра и остальная часть её архипелага являются частью Африки — геологическим и биогеографическим продолжением Африканского Рога.
Архипелаг является древним континентальным фрагментом. Открытие Восточно-Африканского разлома создало Аденский залив и отделило острова от Аравийского полуострова, начиная с 18 миллионов лет назад. Более низкие уровни моря во время ледниковых периодов соединяли Сокотру с Самхой и Дарсой, но более глубокие морские впадины держали Абд-эль-Кури отделённым от африканского материка и других островов.

## Климат
Климат экорегиона тропический и в основном засушливый. На него влияют муссонные ветры Индийского океана. Юго-западный муссон с апреля по октябрь приносит горячие сухие ветры с Африканского Рога. Северо-восточный муссон приходит в зимние месяцы, с ноября по март, и приносит более низкие температуры и больше влаги.
Среднегодовое количество осадков колеблется от 150 мм на прибрежной равнине до более 1000 мм в горах. Осадки выпадают спорадически и непредсказуемо. Тропические циклоны редки. Ночная роса является важным источником воды для растений островов.
Горы перехватывают влагонесущие ветры, что создаёт больше облаков, туманов и орографических осадков. Горы также прохладнее, чем низины. Небольшие горные ручьи поддерживают водные среды обитания и могут течь вниз по низинам в более прохладные и влажные зимние месяцы и во время обильных осадков. Склоны и скалы, обращённые к морю, также получают больше влаги от морских туманов и орографических осадков, чем другие низины.
В Абд-эль-Кури, Самхе и Дарсе климат пустынный, и нет круглогодичных поверхностных водотоков.

## Флора
Длительная геологическая изоляция архипелага Сокотра, его сильная жара и засуха стали причинами наличия уникальной и впечатляющей эндемичной флоры. Ботанические полевые исследования, проводимые Центром растений Ближнего Востока, частью Королевского ботанического сада Эдинбурга, показывают, что 307 из 825 (37 %) видов растений на Сокотре являются эндемиками, то есть они не встречаются больше нигде на Земле. Роды, эндемичные для архипелага Сокотра, включают Angkalanthus, Ballochia, Cephalocrotonopsis, Cyanixia, Duvaliandra, Haya, Lachnocapsa, Paraerva, Socotrella и Tamridaea. Вся флора архипелага Сокотра была оценена для включения в Красный список МСОП, в котором в 2004 году было признано 3 вида растений, находящихся под критической угрозой исчезновения, и 27 видов растений, находящихся под угрозой исчезновения.
Открытые листопадные кустарники являются основной растительностью прибрежной равнины и низких известняковых предгорий. Многие растения теряют листья в сухие летние месяцы, и суккулентные растения, которые запасают воду в листьях и стеблях, являются обычным явлением. Преобладающими кустарниками являются эндемики Croton socotranus и Jatropha unicostata. Суккулентные деревья Euphorbia arbuscula, Dendrosicyos socotranus и Adenium obesum spp. sokotranum возвышаются над кустарниковым ярусом. Древесные кустарники включают Sterculia africana var. socotrana, Ziziphus spina-christi и виды Boswellia и Commiphora. Травы и травы растут в периоды достаточного количества осадков.
Заросли полулистопадных кустарников и невысоких деревьев встречаются на известняковом плато и нижних склонах гор Хаджир. Преобладающие кустарники Searsia thyrsiflora, Buxus hildebrandti, Dirichletia obovata (syn. Carphalea obovata) и Croton spp.
На склонах высоких гор растут густые кустарниковые заросли Searsia thyrsiflora, Cephalocrotonopsis socotranus и Allophylus rhoidiphyllus. Драконово дерево (Dracaena cinnabari) странное, зонтикообразное дерево, возвышается над кустарниковым ярусом. Другие высокогорные растительные сообщества включают низкие кустарниковые зоны, где доминирует Hypericum, антропогенные пастбища и скальные выходы с лишайниками и низкими подушечными растениями, включая эндемики Nirarathamnos asarifolius и виды Helichrysum.
Драконово дерево — одно из самых ярких растений Сокотры. Его красный сок считался драконовой кровью древних, его ценили как краситель, а сегодня используют в качестве краски и лака. Различные эндемичные алоэ Сокотры также были важны исторически для медицины и косметики. Другие эндемичные растения включают гигантское суккулентное дерево Dorstenia gigas, огуречное дерево Dendrosicyos socotranus, Punica protopunica, Aloe perryi и Boswellia socotrana.

## Фауна
На островах обитает 178 известных видов птиц, включая шесть эндемичных видов — Onychognathus frater, Nectarinia balfouri, Emberiza socotrana), Cisticola haesitatus, Passer insularis, Rhynchostruthus socotranus и Incana incana. Многие виды птиц находятся под угрозой исчезновения из-за хищничества неместных диких кошек.
На Сокотре обитает около 15 видов млекопитающих. Есть четыре вида летучих мышей: Rhinopoma cystop, Rhinolophus clivosus, Asellia italosomalica, и Hypsugo lanzai. Rhinopoma cystop была зарегистрирована на всех островах, а остальные три вида — только на Сокотре. Другие млекопитающие были завезены людьми. Сокотрийский дикий осёл — это одичавшая популяция африканского дикого осла (Equus africanus), которая обитает в низинах Сокотры. Завезённый домашний скот включает крупный рогатый скот и коз, которые включают как домашние, так и одичавшие популяции. Другие интродуцированные млекопитающие включают Felis catus, Viverricula indica, Rattus rattus, Mus musculus, Suncus etruscus и Suncus madagascariensis).
Рептилии составляют разнообразную фауну позвоночных Сокотры, насчитывающую 31 вид. Если исключить два недавно завезённых вида, Hemidactylus robustus и Hemidactylus flaviviridis, все местные виды являются эндемиками. Существует очень высокий уровень эндемизма как на уровне видов (29 из 31, 94 %), так и на уровне родов (5 из 12, 42 %). На уровне видов эндемичность может быть ещё выше, поскольку филогенетические исследования выявили существенное скрытое разнообразие. Виды рептилий включают сцинков, безногих ящериц и один вид хамелеонов, Chamaeleo monachus.
Существует множество эндемичных беспозвоночных, включая несколько пауков (например, Monocentropus balfouri) и три вида пресноводных крабов (один Socotra pseudocardisoma и два Socotrapotamon). Сокотра также является одним из мест обитания бабочки Bicyclus anynana. 73 % видов равноногих ракообразных являются эндемиками. 95 % из приблизительно 100 видов наземных улиток являются эндемиками, причём 75 % родов эндемичны для архипелага и основные радиации в трёх семействах, семейство крышечных Pomatiidae и легочные семейства Cerastidae и Subulinidae.